# Ophiorrhiza lancifolia
Ophiorrhiza lancifolia är en måreväxtart som beskrevs av Henry Nicholas Ridley. Ophiorrhiza lancifolia ingår i släktet Ophiorrhiza och familjen måreväxter. Inga underarter finns listade i Catalogue of Life.